# Lawrence M. Friedman
Lawrence M. Friedman (Chicago, IL, 2 de abril de 1930) é um jurista estadunidense, destacado especialista em História do Direito, Sociologia do Direito e Direito Comparado, professor da Escola de Direito da Universidade Stanford desde 1968, onde ainda também é professor nas faculdades de História e Ciência Política.
Bacharel em Artes pela Universidade de Chicago, em 1948, alcançou também pela mesma instituição sua graduação (J.D.) e mestrado (LL.M.) em Direito, em 1951 e 1953, respectivamente. Admitido pela Ordem dos Advogados de Illinois em 1951, exerceu a advocacia em Chicago até 1957.
Naquele ano, assumiu o posto de professor da Universidade de Saint Louis, onde permaneceu até 1961, quando se mudou para a Universidade de Wisconsin, por sua vez atuando lá até 1968.
No ano letivo de 1966-67, foi professor visitante na Universidade Stanford, ocasião que o levou a receber o convite para o quadro permanente no ano seguinte. Em 1976, assumiu a cadeira Marion Rice Kirkwood Professor of Law, criada pela Escola de Direito de Stanford em homenagem ao jurista homônimo, decano da universidade de 1922 a 1945.
Durante sua longa carreira, foi professor visitante em várias universidades e institutos de pesquisa nos Estados Unidos e ao redor do mundo, destacadamente Princeton, Chicago, Berkeley, Indiana, Samford, Washington and Lee, Dalhousie, Alberta, University College de Londres e o Instituto de Estudos Avançados de Berlim.
Recebeu ainda distinções acadêmicas honoríficas pelas universidades de Milão, Macerata, Lund, Nova York e Puget Sound.